# CD Mirandés
Club Deportivo Mirandés er en spansk fodboldklub fra Miranda de Ebro i Burgos, der spiller i den anden bedste spanske række La Liga 2. Klubben er grundlagt i 1927 og spiller sine hjemmekampe Estadio Anduva, der har en tilskuerkapacitet på 6.000 personer.
| Fodbold | Spire Denne artikel om en fodboldklub er en spire som bør udbygges. Du er velkommen til at hjælpe Wikipedia ved at udvide den. |